# 요시키엔

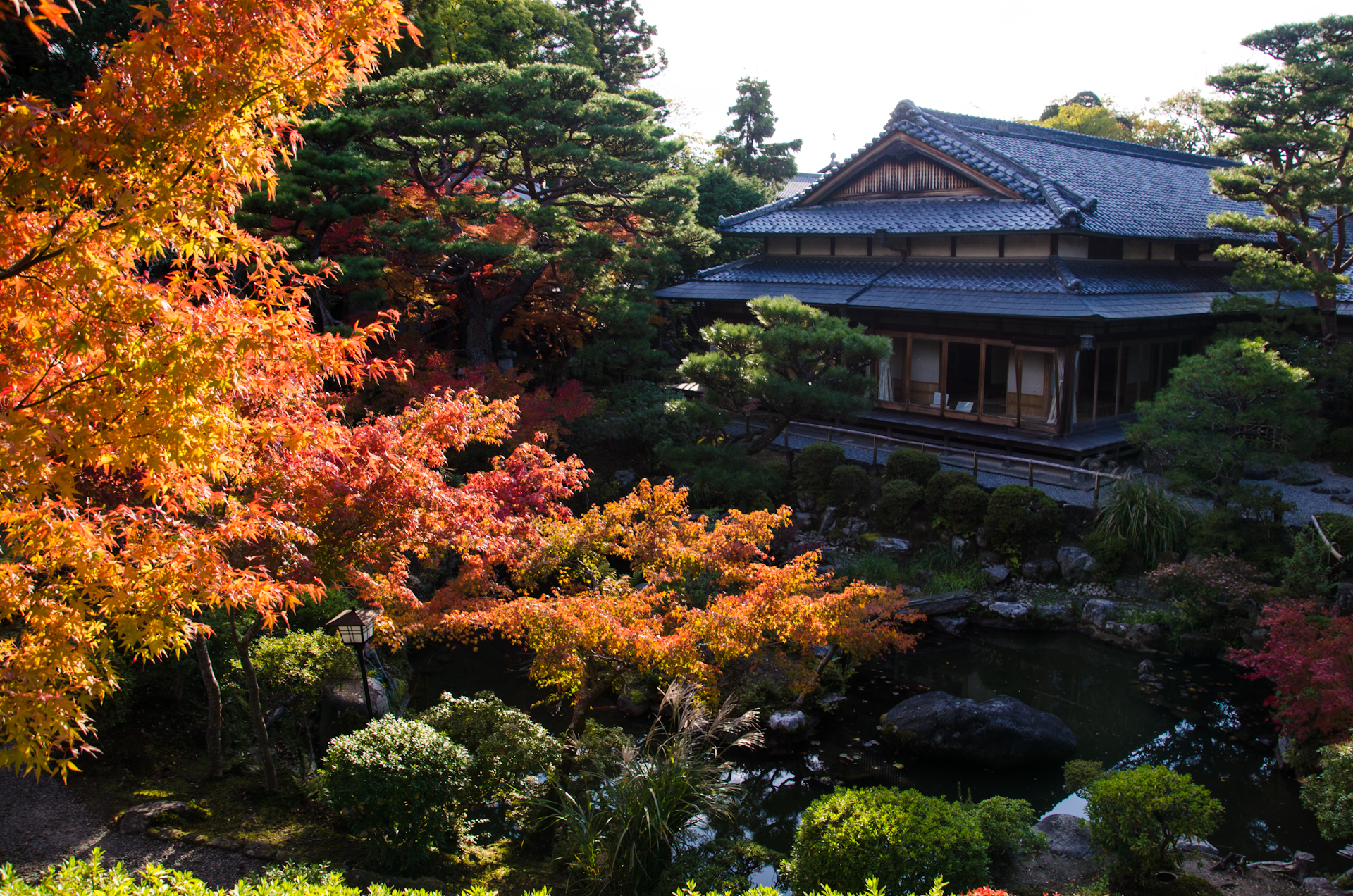

요시키엔(吉城園)은 일본 나라시에 위치한 일본 정원이다.

## 역사
나라시대에 만들어진 가곡집인 만엽집에 따르면 근처에 있는 요시키강이 요시키엔의 어원이 됐다고 한다. 고후쿠지의 건설 계획에 따르면, 요시키엔은의 지사 중 하나인 마니슈인 었다고 한다.

## 갤러리

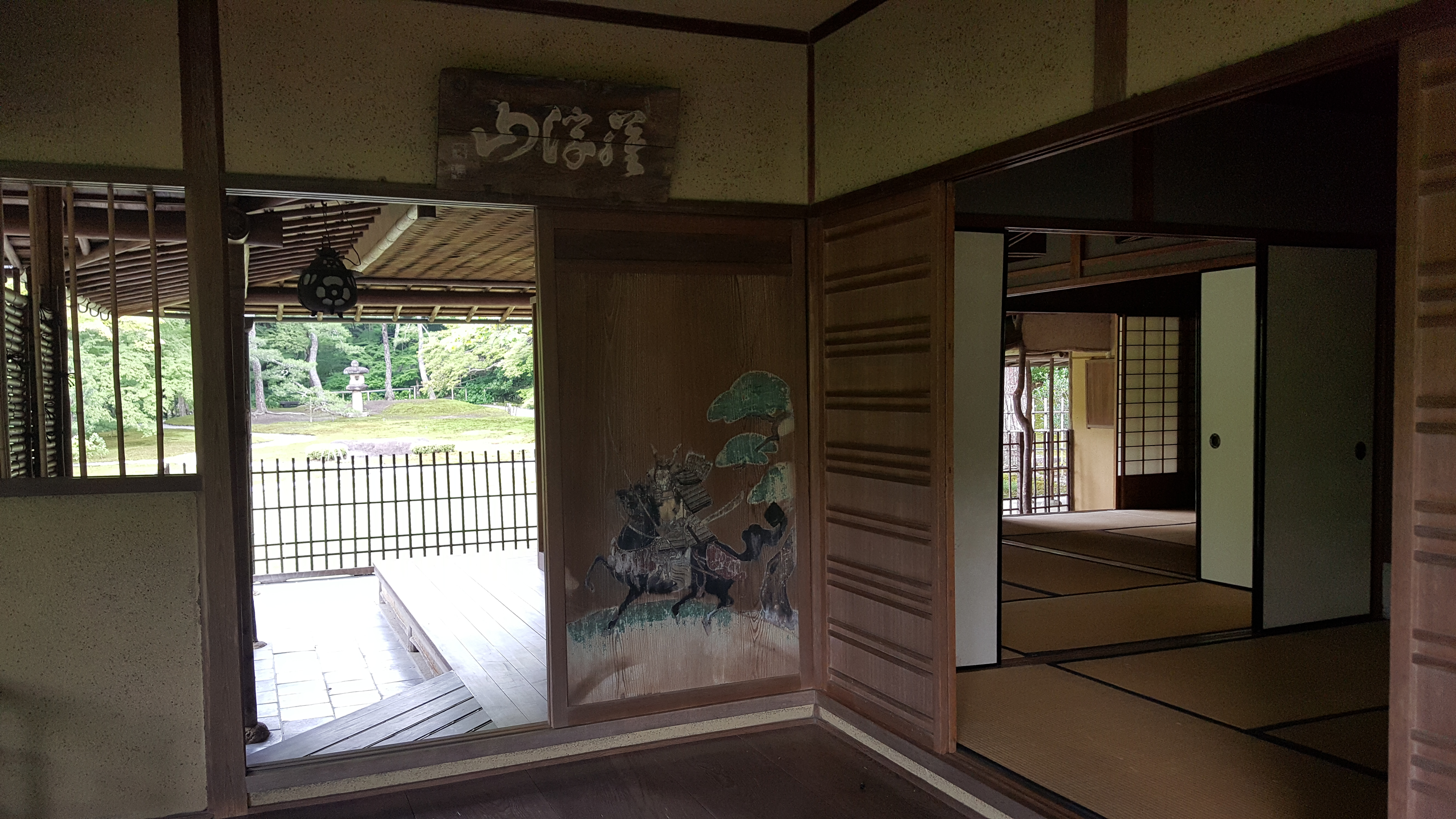
2017년 7월 요시키엔

## 같이 보기
- 분류:나라현의 공원